# 토이토부르크 숲 전투
토이토부르크 숲 전투(독일어: Schlacht im Teutoburger Wald 슐라흐트 임 토이토부르거 발트[*]) 또는 바루스 참사(라틴어: Clades Variana 클라데스 바리아나[*])는 기원후 9년 아르미니우스가 통합한 게르만족 연맹과 푸블리우스 큉크틸리우스 바루스 총독이 지휘한 로마군 사이에서 일어난 전투이다. 게르만족이 3개 로마 군단과 그 보조군들을 박살내면서 결정적 승리를 거두었다. 아르미니우스는 게르만족 출신으로 바루스의 보조군에 입대했던 장교 출신으로, 로마 시민권을 얻고 로마에서 군사 교육을 받았다. 때문에 로마군의 전술을 꿰뚫어보고 그들을 기만하여 승리할 수 있었다.
토이토부르크 숲 전투 이후 로마는 여러 차례 게르만족에 대한 징벌원정을 벌였지만 이후 멸망할 때까지 라인강 동안의 게르마니아를 영영 지배하지 못한다. 토이토부르크 숲 전투는 게르마니아의 로마 편입을 막음으로써 고대 게르만족과 로마 제국 양자의 역사에 거대한 파급 효과를 미쳤다. 로마 당대의 역사가들과 근현대의 사학자들은 모두 토이토부르크에서 아르미니우스가 거둔 승리가 로마 사상 가장 거대한 패배로, 군사사상 가장 결정적인 전투였을 뿐만 아니라 세계사의 큰 그림을 결정한 변곡점 중 하나였다고 평가한다. 하지만 최근에는 이런 통설에 반대하고 로마의 팽창이 중단된 것은 게르만족이 로마를 막았기 때문이 아니라 그저 로마의 실용적 필요에 따른 것이었다고 주장하는 학설들도 제기되고 있다.

## 배경

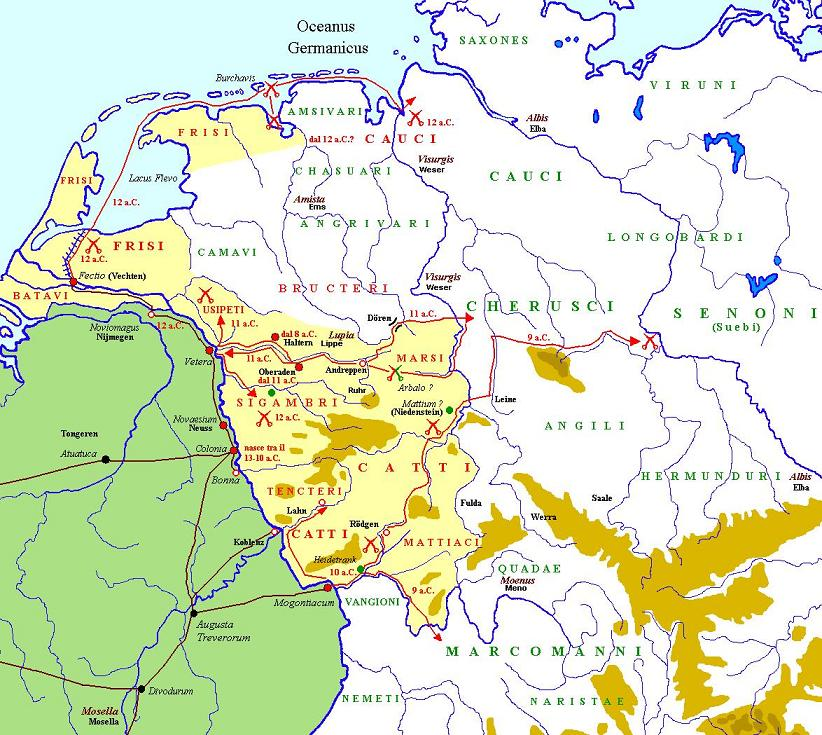
기원전 12년-기원전 8년 드루수스 1세의 게르마니아 침공
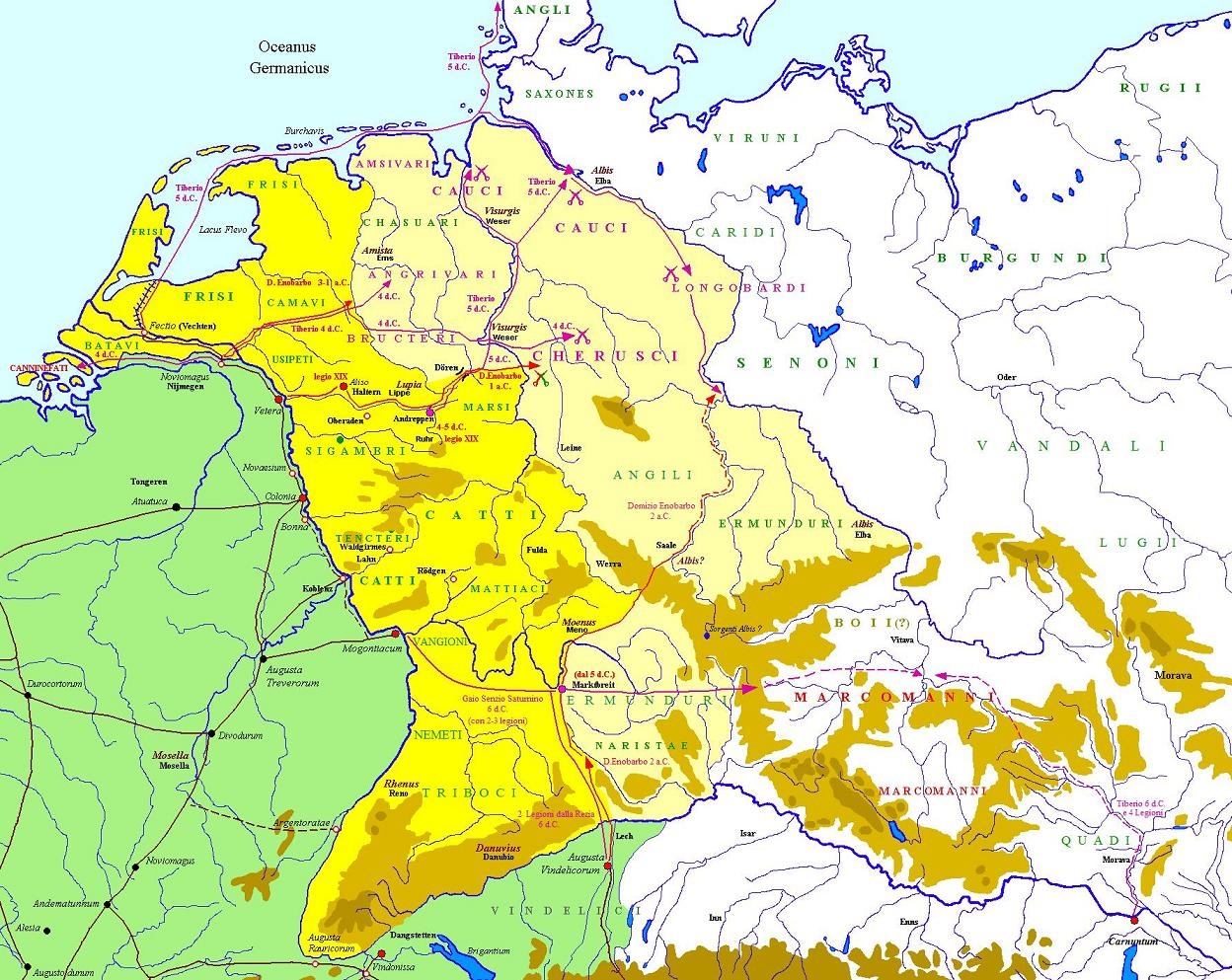
기원전 3년-기원후 6년 티베리우스와 루키우스 도미티우스 아헤노바르부스의 게르마니아 침공

기원후 4년, 로마의 장군(이며 뒷날 황제가 되는) 티베리우스가 게르마니아에 진입하여 하게르마니아의 카나네파테스족, 베저강 상류의 카티족, 토이토부르크 숲 남쪽의 브루크테리족을 복종시켰다. 세 부족을 정복한 티베리우스는 베저 강을 건너 돌아갔다.
기원후 6년 초, 총독대리 가이우스 센티우스 사투르니우스와 집정관총독대리 마르쿠스 아에밀리우스 레피두스가 중보병 65,000명, 10,000명-20,000명의 기마병, 궁수, 민간인 10,000명-20,000명으로 이루어진, 13개 군단 100,000 여명의 대군을 이끌고 수에비 소속 부족인 마르코만니족 군장 마로보두스를 공격했다. 기원전 9년 네로 클라우디우스 드루수스에게 패배한 이후 마르코만니족은 보이족의 영토로 도망쳐 헤르문두리족, 쿠아디족, 셈노네스족, 루기족, 주미족, 부토네스족, 무길로네스족, 시비니족, 랑고바르드족과 동맹을 맺었다. 이후 기원후 6년, 게르마니아의 로마군 통수권이 푸블리우스 큉크틸리우스 바루스에게 넘어갔다. 바루스는 황실과 연이 닿은 파트리키아 가문 출신으로 행정관료로 경력을 쌓은 귀족이었다. 그해 가을, 신설된 게르마니아 속주의 총독으로 바루스가 부임했다.
기원후 6년 일리리쿰 속주에서 일리리아 대반란이 터졌다. 다에시티아테스 사람 바토, 브레우키 사람 바토, 판노니아 사람 핀네스가 반란 지도자였고 마르코만니족 잔당 일부가 가담했다. 반란은 거의 4년 동안 지속되었다. 티베리우스는 일리리쿰의 반란을 진압하느라 게르만족을 더 이상 공격하지 못했다. 티베리우스는 마로보두스를 마르코만니의 왕으로 인정해 준 뒤 발칸 반도로 8개 군단(아우구스투스 제8군단, 아폴로 제15군단, 승리의 발레리아 제20군단, 탐욕스러운 제21군단, 쌍둥이 제13군단, 쌍둥이 제14군단, 갈리아 제16군단, 그리고 어느 군단인지 불확실한 군단 하나)을 반란 진압을 위해 파견했다.
지속적인 멸시와 식량 부족, 높은 세금, 로마 세금징수관들의 학대에 폭발한 일리리아족의 대반란으로 인해 로마의 모든 군단 중 절반 가량과 그 지휘관인 티베리우스와 게르마니쿠스가 발칸 반도에 발이 묶였다. 이러한 대규모 군단 동원으로 인해 게르마니아의 황제대리 법무관대행으로 부임한 바루스에게는 불과 3개 군단밖에 주어지지 않았다. 이는 결과적으로 로마의 향후 역사를 결정지은 치명적 요인이 된다.
바루스는 유대 속주를 다스리면서 반란을 잔인하게 진압하고 반란자들을 모조리 십자가형에 처하는 것으로 제국 전체에 악명이 높았다. 이렇듯 민중들은 그를 두려워했지만 반대로 원로원에서는 바루스를 매우 신뢰했다. 라인 강변의 바루스는 제17군단, 제18군단, 제19군단을 지휘하게 되었다. 이 세 군단은 원래 가이우스 센티우스 사투르니우스의 지휘를 받던 군단이었는데, 사투르니우스는 개선식에 참여하기 위해 중앙 로마 시로 돌아가 있었다. 그리고 모군티아쿰(오늘날의 독일 마인츠) 카스트룸에 주둔한 겨울 대비용 2개 군단이 있었다. 이 군단들은 바루스의 조카 루키우스 노니우스 아스프레나스가 지휘했다.
기원전 11년-기원전 9년에 드루수스의 게르만족 정벌이 있은 이후, 케루스키족 군장 세기메루스가 두 아들 아르미니우스와 플라부스를 로마에 인질로 보냈다. 아르미니우스는 유년기를 로마에서 볼모 생활로 보내면서 군사 교육을 받았고, 기사 자리까지 오르게 되었다. 한편 아르미니우스가 로마에 가 있는 동안 세기메루스는 로마의 지배에 굴복했다는 이유로 다른 게르만족 군장들에게 비겁자라고 규탄받았다. 이는 게르만법에 따르면 죽음으로 다스릴 수 있는 죄였다. 기원전 11년에서 기원후 4년 사이 게르만 부족들 사이에 의심의 골이 깊어져갔고, 각 군장들의 영역들 사이의 무역과 교류가 중단되었다. 타키투스는 특히 적대적이었던 카티족이 케루스키족을 굴복시켰다가 기원후 4년에서 6년 사이에 다소 사이가 회복되었다고 기록하고 있다. 발레이우스 파테르쿨루스도 기원후 1년-4년에 게르마니아에 불온사태가 있었다고 기록했다.
로마에서 돌아온 아르미니우스는 바루스의 조언자가 되어 그 신뢰를 받았다. 하지만 뒤로는 그전까지 서로 으르렁대던 게르만 부족들 사이의 동맹을 주선하는 공작을 꾸몄다. 아르미니우스의 포섭 대상은 체루스키족, 마르시족, 카티족, 브루크테리족, 카우키족, 시캄브리족, 그리고 기원전 58년 보스게스 전투에서 카이사르에게 토벌당했던 수에비의 잔당들 등이었다. 바루스의 폭압적 통치와 피정복민에 대한 고의적 잔혹성으로 인해 게르만족들 사이에 집단적 분노가 형성되고 있었고, 아르미니우스는 지리멸렬하게 흩어진 부족들을 로마의 지배에 대한 증오를 공통점으로 이용해 하나로 결속시켰다.

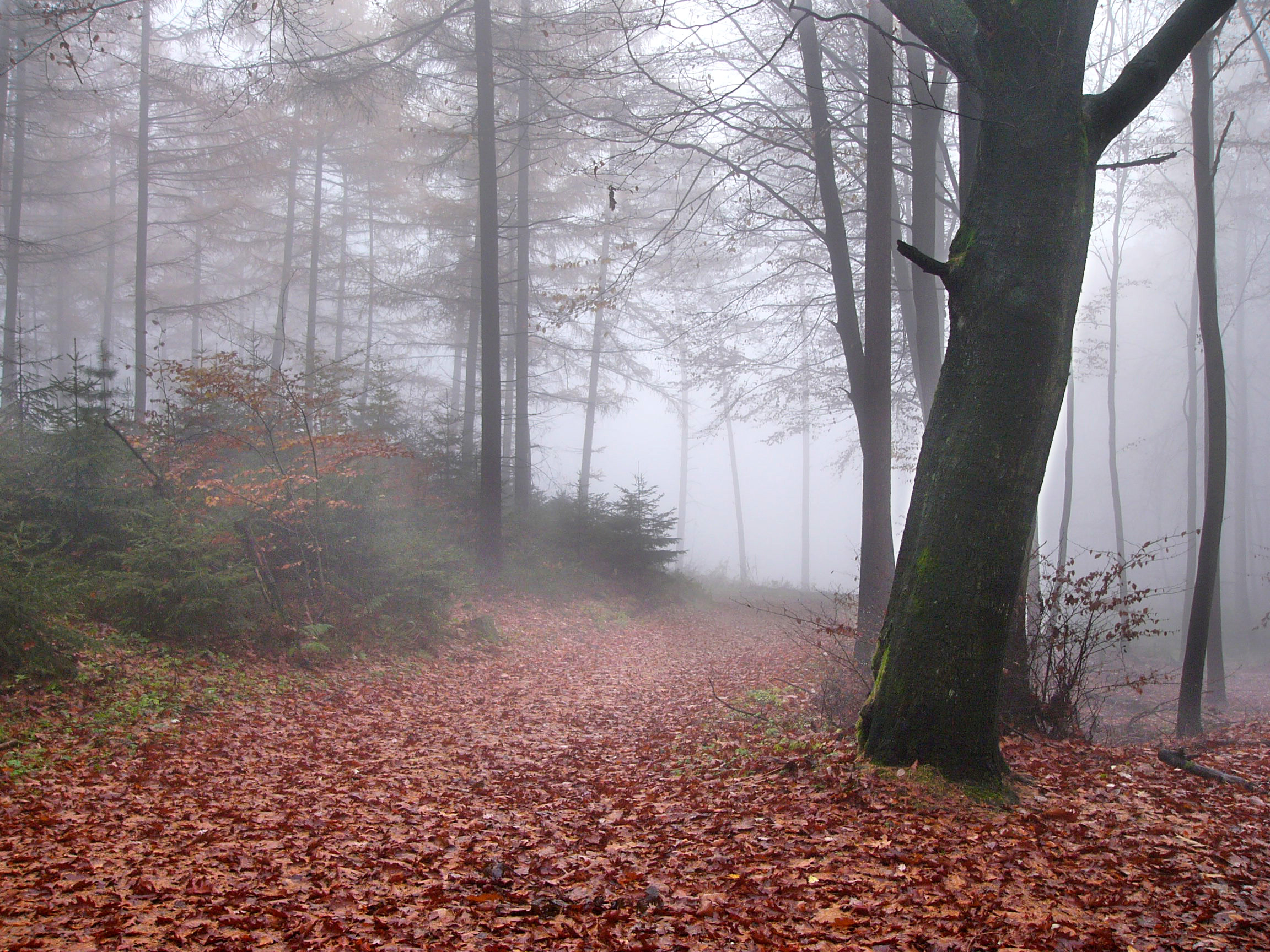
안개 낀 토이토부르크 숲

기원후 6년-9년에 때마침 일어난 일리리아 대반란을 진압하기 위해 게르마니아의 11개 로마 군단 중 8개 반단이 발칸 반도로 이동했고, 상술했듯 바루스에게는 3개 군단밖에 남지 않았다. 이것이 아르미니우스에게 절호의 기회가 되었다.
바루스는 베저강 서안의 여름 숙영지를 출발해 라인강변의 겨울 본부로 이동하던 도중 근처에서 반란이 일어났다는 보고를 들었다. 이 보고는 아르미니우스가 조작한 것이었다. 바루스는 게르만족이 단결된 민족 봉기를 일으킬 것이라고는 생각도 못 하고 있었고, 아르미니우스가 자신의 충성스러운 부하라고 믿어 의심치 않았다.
바루스는 반란을 즉각 진압하기로 하고, 로마인들에게는 알려지지 않은 게르마니아 깊숙한 곳까지 군대를 몰고 들어갔다. 아르미니우스는 게르만족 복병들이 매복하고 있는 길을 향해 바루스와 동행했다. 세기메리우스의 동생이며 아르미니우스의 장인이었던 세게스테스는 아르미니우스가 자기 사위가 된 것을 못마땅해하고 있었다. 그래서 세게스테스는 로마군이 출발하기 전날 밤 바루스에게 경고를 보냈다. 세게스테스는 아르미니우스를 비롯해 봉기를 공모했다고 자신이 확인한 게르만족 군장들의 이름까지 대가며 그들을 체포하라고 권했다고 한다. 하지만 바루스는 이를 세게스테스와 아르미니우스 사이의 오래된 불화 때문에 세게스테스가 무고를 하는 것이라 여기고 무시했다. 이후 아르미니우스는 로마군을 돕기 위해 게르만족을 몰아오겠다는 핑계로 이탈했다. 로마군의 눈에서 벗어난 아르미니우스는 즉시 게르만족 군대로 달려가 그들을 이끌고 로마군 주둔지에 대한 포위공격을 개시했다.
최근 고고학적으로 발견된 바에 따르면 전투가 벌어진 장소는 독일 니더작센주 오스나브뤼크였다. 로마측의 기록에 따르면 로마군은 오늘날의 데트몰트로부터 북서쪽을 향해 진군하고 있었으며, 오스나브뤼크 동쪽을 지나 그 근교에서 숙영을 하려다 습격을 당했다.

## 전투의 경과
바루스의 병력은 자신이 통수권을 가진 3개 군단(제17군단, 제18군단, 제19군단)과 보조군(비로마시민 또는 동맹국 군대) 6개 대대, 기마병 3개 중대로 이루어져 있었다. 이들 거의 대부분은 게르만 전사들과의 전투 경험 및 게르마니아 같은 원시림 환경에서의 전투 경험이 없었다. 로마군은 숙영 준비중이었기에 전투용 진형을 갖추고 있지 않았고, 곳곳에 비전투원인 군속들이 섞여 난장판이었다. 오스나브뤼크 북동쪽의 숲 속에 진입하자 길이 매우 좁고 질어졌다. 디오 카시우스의 기록에서는 여기에 격렬한 돌풍까지 불었다고 한다. 또 카시우스는 바루스가 본대에 앞서 수색대를 보내지 않았다고 쓰고 있다.
로마군은 15-20 킬로미터 정도의 장사진을 이룬 채 행군하고 있었다. 이 상태에서 가벼운 검과 장창, 날이 좁은 단창(프레마에)으로 무장한 게르만 전사들이 뛰쳐나왔다. 게르만 복병들이 로마군을 완벽하게 포위했고, 투창이 비처럼 쏟아졌다. 로마에서 교육을 받은 아르미니우스는 적의 전술을 이해하고 있었고, 곳곳에 흩어진 로마 군단병들을 국소 현장에서의 수적 우위로 각개격파했다. 로마군은 간신히 요새화된 숙영지를 축성하고 다음 날 아침 오늘날의 오스터카펠른 근교의 비헨 구릉지 북쪽으로 포위를 뚫고 탈주했다. 그 과정에서도 상당한 손실이 발생했고, 겨우 포위를 뚫고 탈주한 곳도 마찬가지로 울창한 숲이었다. 폭우가 계속됨으로 인해 활의 힘줄이 젖어서 로마군은 활도 사용할 수 없게 되었다. 방패도 물을 흠뻑 먹어 무거워졌다. 로마군은 거의 완벽한 무방비 상태였다.

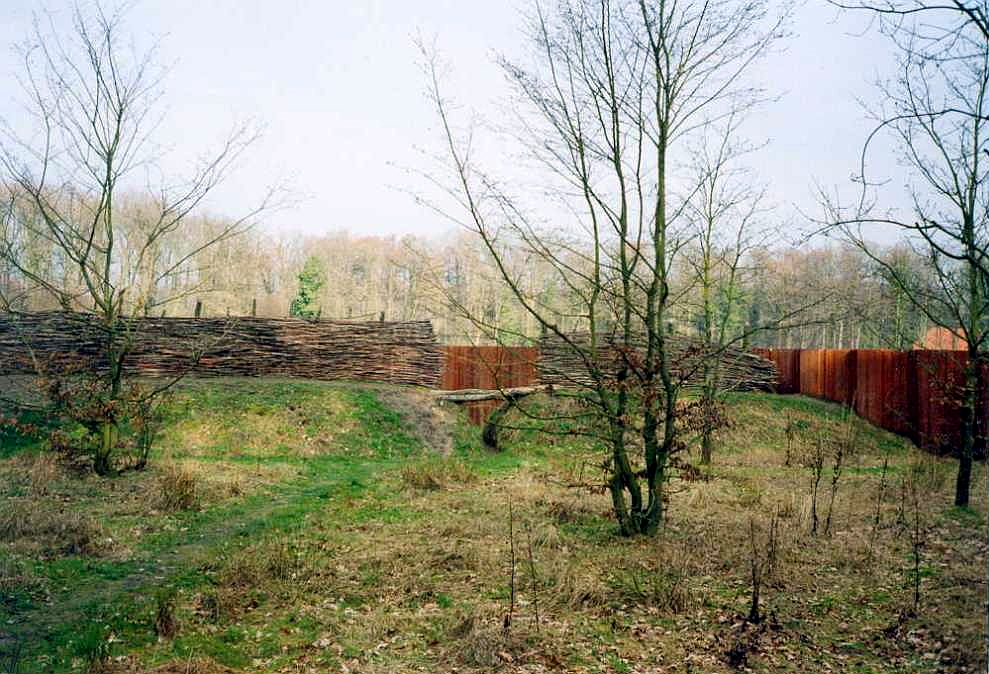
칼크리제 근교에서 게르만족이 바루스에게 최후 일격을 날릴 준비를 한 요새를 복원한 것.

밤 동안 로마군은 탈주를 계속했지만, 이번에 도착한 칼크리제 언덕자락도 아르미니우스가 함정을 파둔 곳이었다. 이 곳은 숲과 늪 사이의 폭이 100 미터도 안 되는 좁은 길에만 모래가 덮여 제대로 걸을 수 있는 곳이었다. 그리고 그 길도 게르만족이 파 둔 참호 때문에 결국 숲속으로 이어지게 되어 있었다. 숲 속 길의 가장자리를 따라 흙을 쌓은 벽이 만들어져 있었고 게르만족들이 그 뒤에 숨어 로마군을 공격했다. 로마군은 벽을 무너뜨려는 절박한 공격을 시도했지만 실패했다. 그러자 바루스 다음의 최선임자인 총독대리 누모니우스 발라는 기마병들을 이끌고 보병들을 내버린 채 도망가 버렸다. 그러나 발라는 곧바로 게르만족 기병들에게 붙잡혀 살해당했다. 그리고 게르만 전사들이 숲에서 들판으로 뛰쳐나와 이미 토붕와해된 로마군을 마구 살육했다. 바루스는 자살했다. 발레이우스 파테르쿨루스는 지휘관급 중에서는 케이오니우스라는 자 혼자만이 비겁하게 항복했으나 그 역시 나중에 결국 죽었는데, 케이오니우스의 동료 지휘관 에기우스는 절망적인 부대를 이끌고 싸우다 영웅적으로 죽었다고  기록했다.
로마군의 사망자는 15,000-20,000 명 정도로 추산된다. 장교들은 대부분 자기 칼 위에 엎어져 자살했다. 또한 타키투스의 기록에 따르면 많은 로마군 장교들이 게르만족의 인신공양 제물로 바쳐져 솥에 삶겨 죽고 그 뼈를 게르만족이 의식에 사용했다고 한다. 그 외의 장교들은 몸값을 지불받고 풀려났고, 사병들은 노예가 되었다.
로마측에서 남긴 모든 기록들은 로마군의 완벽한 패배를 고통스럽게 기록하고 있다. 칼크리제에서는 로마군 군장이 6천 점 정도 발굴되었는데, 게르만족 유물은 박차 조각 하나밖에 발견되지 않아 게르만족 측의 손실은 거의 없었음을 시사한다. 다만 승리자들은 쓰러진 동료들을 수습할 여유가 있음을 생각해 볼 때 게르만족들이 사망자들을 따로 장사 지냈기에 칼크리제에는 남은 게르만 유물이 없었다는 추측도 가능하다. 또 로마군에서 탈영한 게르만족 출신 병사들은 로마 갑주를 착용했기에 발굴된 "로마" 군장들 중 일부는 게르만족 측의 물건이었을 수도 있다. 또 이 당시 게르만족들은 금속보다 가죽 따위를 방어구 재료를 사용했기에 다 썩어 없어졌을 수도 있다.
토이토부르크 숲의 승리 이후 라인 강 동안의 모든 로마군 요새, 주둔지, 도시(최소 두 개 이상의 도시가 세워진 것으로 보임)들이 모조리 쓸려나갔다. 바루스의 조카 루키우스 노니우스 아스프레나스가 지휘하던 2개 군단만이 살아남았고, 이들은 라인 강 경계를 유지하는 데도 벅찼다. 알리소 요새(오늘날의 할테른암지에 위치)는 게르만족의 공격을 몇 주 또는 몇 달 동안 막아냈다. 하지만 도저히 가망이 없어지자 요새 주둔군은 요새를 버리고 포위를 뚫고 나와 토이토부르크 숲의 생존자들과 합류해 라인 강 서쪽으로 도망갔다. 알리소 요새가 상당히 오랫동안 저항했기에 그동안 아스프레나스가 라인 강 서안의 2개 군단을 재정비할 수 있었고 곧이어 티베리우스가 증원군을 이끌고 돌아오면서 아르미니우스가 라인 강을 도하해 갈리아로 쳐들어오는 것을 막을 수 있었다.

## 뒷수습

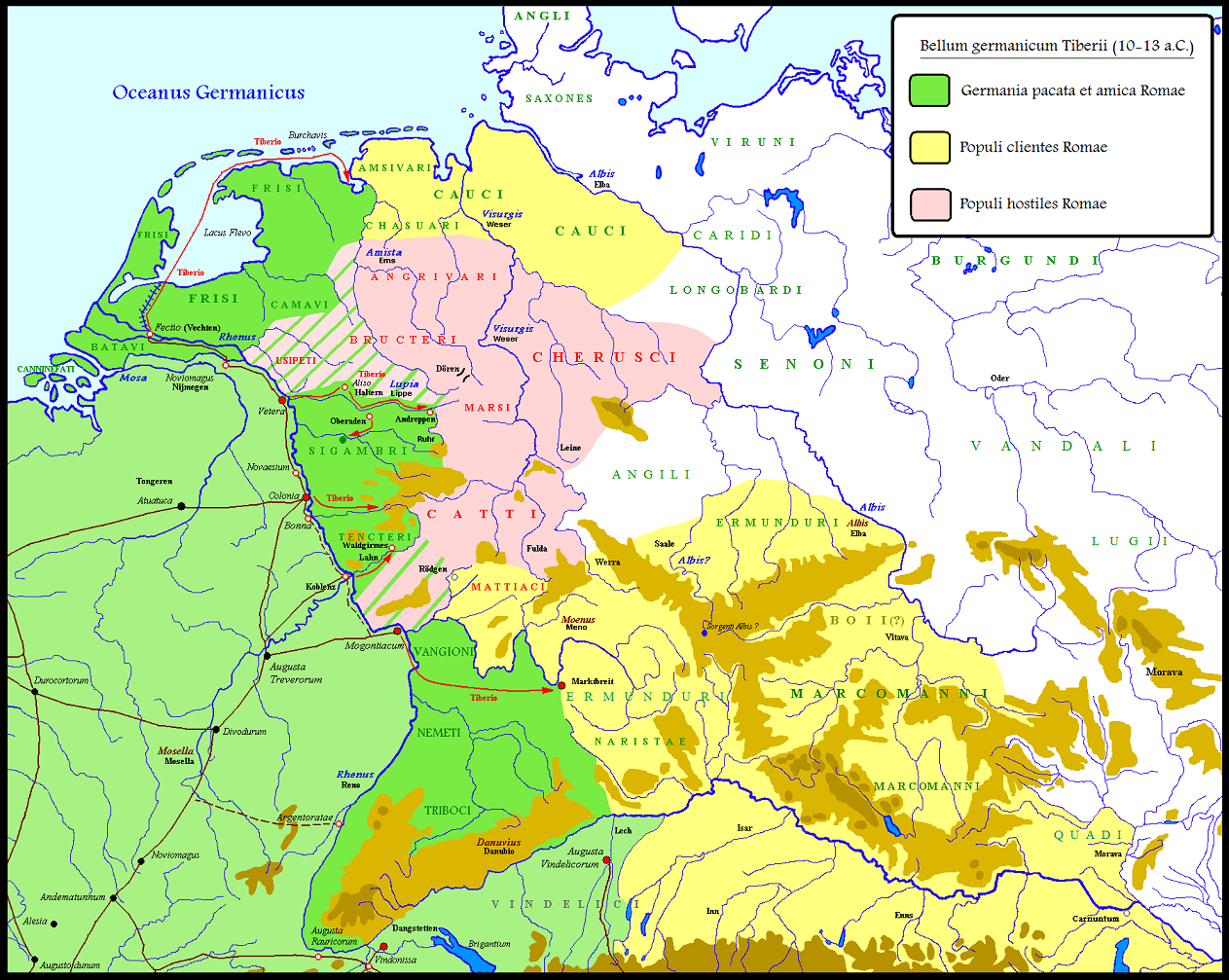
토이토부르크 숲 전투 이후의 게르마니아 정치지형도. 분홍색이 아르미니우스가 이끄는 반로마 게르만족 동맹군이다. 녹색은 로마군이 직접 점유한 영역이고, 노란색은 로마의 속국들이다.

대패 소식을 들은 황제 아우구스투스는 충격을 받아 벽에 머리를 찧으면서 “퀸틸리우스 바루스, 내 군단들을 돌려내라(라틴어: Quintili Vare, legiones redde 퀸틸리 바레, 레기오네스 레데[*])!”고 소리질렀다고 한다. 이는 수에토니우스의 《십이황제사》에 기록되어 있다.
이후 로마 군단 단대호에서 17과 19는 영구결번이 되었다. 제18군단은 네로 때 재소집되었지만 베스파시아누스 때 결국 해산되었다. 다른 전쟁들에서 참패를 겪은 군단들이 재건된 것에 비하면 상당히 이례적인 조치였다. 이렇게 제명 처리가 된 또다른 군단으로는 데이오타루스 제22군단이 있다. 제22군단은 기원후 132년-136년 유대 속주에서 일어난 바르 코크바의 난 때 대패를 당한 뒤 폐지되었다.
토이토부르크 숲 전투는 40여년 전 내전기 이후 서유럽에서 연전연승 팽창을 거듭하던 로마의 정복전쟁 시대를 느닷없이 종결시켰다. 아우구스투스의 양자로 입적된 티베리우스가 전쟁을 대비했고, 아우구스투스 제2군단, 승리의 발레리아 제20군단, 쌍둥이 제13군단이 라인 강 서안으로 보내져 소멸된 17-19군단의 빈자리를 메웠다.
아르미니우스는 바루스의 머리를 잘라 심하게 훼손시킨 뒤 로마에게 마르코만니 왕으로 인정받은 마로보두스에게 보내면서 반로마 동맹을 제안했다. 마로보두스는 아르미니우스의 제안을 거절하고 바루스의 머리를 로마로 보내 장례를 치르게 했다. 이후 마로보두스는 로마와 아르미니우스가 싸우는 동안 중립을 지키며 관망했다. 로마가 물러간 이후 기원후 17년부터 아르미니우스와 마로보두스가 맞붙어 싸웠다. 패배한 마로보두스는 기원후 19년 이탈리아로 도망갔다가 로마에 의해 연금에 처해졌다. 아르미니우스도 기원후 21년 암살당했다.

## 로마의 보복

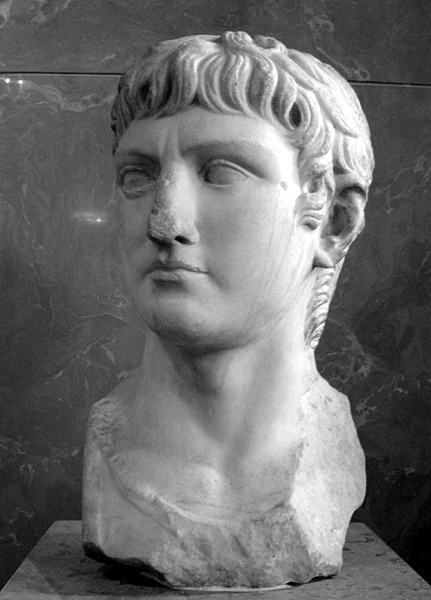
기원후 14년-16년 아르미니우스를 상대한 로마 사령관 게르마니쿠스.

비록 토이토부르크의 살육의 충격은 엄청났지만, 로마는 곧바로 게르마니아 수복을 준비하기 시작했다. 아우구스투스가 죽고 양자 티베리우스가 제위를 계승한 직후인 기원후 14년, 티베리우스의 조카 게르마니쿠스가 대규모 공격을 감행했다. 게르마니쿠스는 마르시족을 기습했다. 이 기습에 자극받은 브루크테리족, 투반티족, 우시페티족이 겨울 본부로 귀환하는 게르마니쿠스를 습격했지만 심한 손실을 입고 패배했다.
이듬해에는 해군까지 동원하여 55,000-70,000 여명의 대군이 두 차례의 큰 전역과 여러 차례의 작은 전투를 치렀다. 기원후 15년 봄, 총독대리 카에키나 세베루스가 병력 25,000-30,000명을 이끌고 마르시족을 재차 침공해 큰 피해를 입혔다. 한편 게르마니쿠스의 부대는 타우누스 산에 요새를 축성하고 그곳을 거점으로 30,000-35,000명의 병력으로 카티족을 공격했다. 카티족은 강을 건너 도망쳐 숲 속으로 흩어졌다. 이후 게르마니쿠스는 카티족의 수도 마티움으로 진군하여 그곳을 완전히 불태웠다.
기원후 15년의 성공적인 산병전을 치르는 과정에서 로마군은 아르미니우스의 아내 투스넬다를 포로로 잡았다. 그 이후 문제의 참사가 일어났던 장소를 다시 찾게 되었다. 타키투스에 따르면 빛바랜 뼈들이 산더미처럼 쌓여 있었고 두개골들은 나무에 못박혀 있는 것을 발견했다고 한다. 게르마니쿠스의 로마군은 이 뼈들을 수습해 매장했다. 그리고 타키투스가 "긴 방죽길(라틴어: pontes longi 폰테스 롱기[*])"이라고 부른 어떤 장소(오늘날의 엠스 근교의 습한 저지대)에서 아르미니우스가 로마군을 공격했다. 처음에는 아르미니우스가 게르마니쿠스의 기마병들을 함정에 가두어 약간의 피해를 입혔다. 하지만 로마군 보병들이 궤주하지 않고 버티면서 전투가 내리 이틀동안 계속되었다. 양쪽 모두 결정적 승리를 거두지 못했고, 게르마니쿠스는 라인 강 서쪽으로 후퇴했다. 타키투스는 이 전투가 로마군의 승리였다고 기록했지만 근현대의 사학자들은 비겼다고 평가하고 있다.Wells 2003, 206쪽; Smith 1880, 259쪽
기원후 16년, 게르마니쿠스가 지휘하는 로마군은 다시 한번 게르마니아 내부로 진군했다. 이번에는 로마와 동맹한 게르만족들도 함께였다. 게르마니쿠스는 아르미니우스가 베저 강을 건너게 만들어 오늘날의 민덴 근교에서 게르만족 산병들에게 약간의 피해를 입혔다. 그리고 이디스타비소에서 아르미니우스와 회전을 벌였다.(베저 강 전투) 이 회전에서 게르마니쿠스의 로마 군단은 게르만족 동맹군에게 큰 피해를 입히면서 자신들은 비교적 적은 피해를 입었다. 이후 오늘날의 하노버 서쪽의 앙그리바리 방벽에서 최후 결전이 벌어졌다. 이번에도 로마군이 승리하여 게르만족들은 엘베강 동쪽까지 밀려났다. 라인 강과 엘베 강 사이의 게르만 부족들을 정복한 게르마니쿠스는 카이우스 실리우스에게 기마병 3,000기와 보병 30,000명의 혼성군을 이끌고 카티족을 공격, 그 영토에 분탕질을 치라고 명령했다. 한편 자기는 주력 병력을 이끌고 마르시족을 세 번째로 침공하여 별다른 저항도 받지 않고 마르시족의 땅을 초토화시켰다.
전략적 목표가 달성되었고 겨울이 다가왔기 때문에 게르마니쿠스는 육군을 겨울 주둔지로 후퇴시켰다. 한편 로마 해군은 북해의 폭풍을 맞아 약간의 피해를 입었다. 몇 차례 더 라인 강을 건너 공격을 하면서 토이토부르크 전투 때 잃었던 세 군단 중 두 군단의 아퀼라를 회수했다. 하나는 14년에 마르시족에게서 회수했고, 다른 하나는 제19군단의 아퀼라로 15년 루키우스 스테르티니우스가 브루크테리족에게서 회수했다. 티베리우스는 로마군에게 라인 강 동쪽으로의 후퇴를 명령했다. 게르마니쿠스는 로마로 소환되어 개선식을 치르고 다른 군단을 지휘하게 될 것임을 통보받았다.

기원후 14년-16년 게르마니쿠스와 세베루스의 게르마니아 정벌
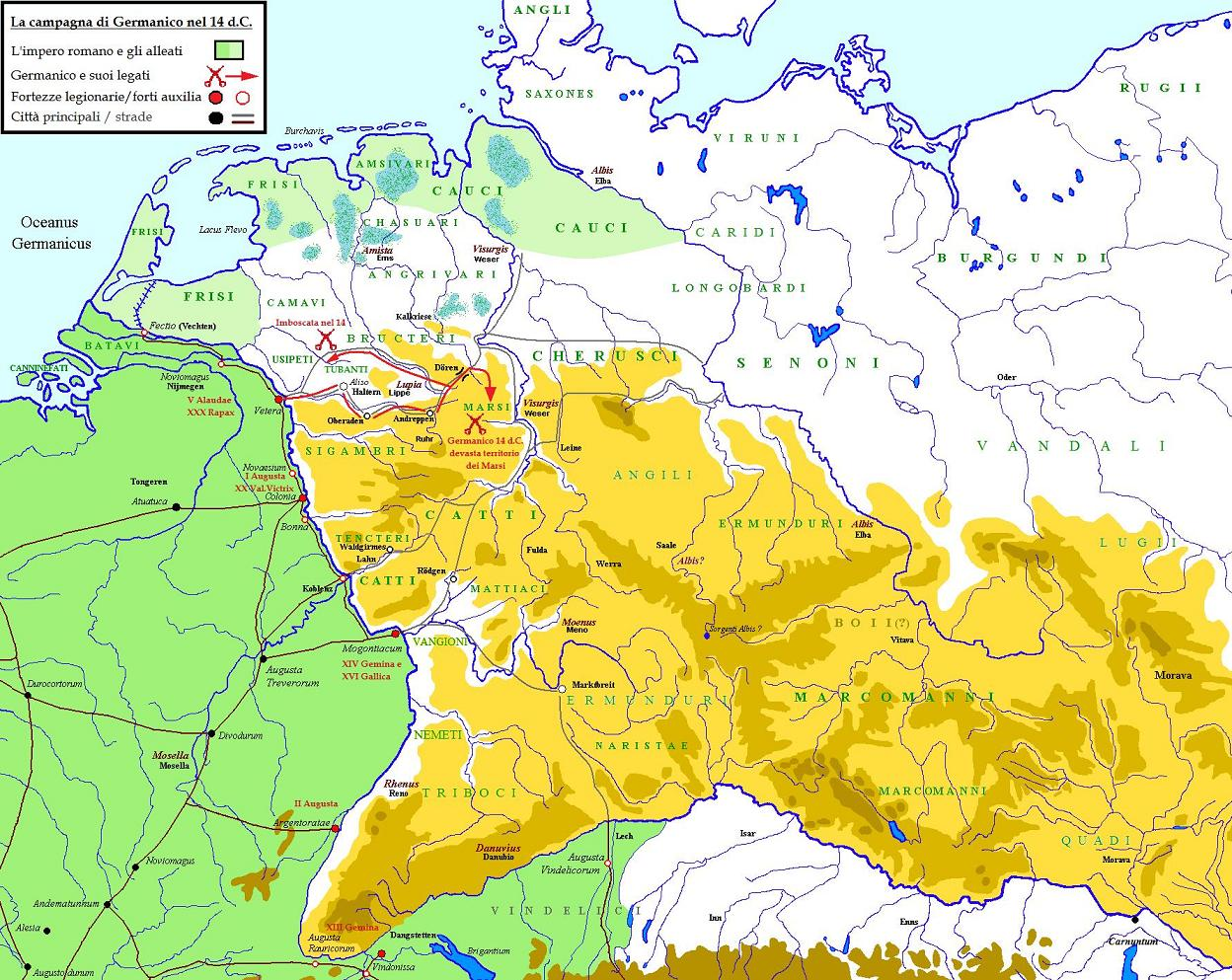
14년
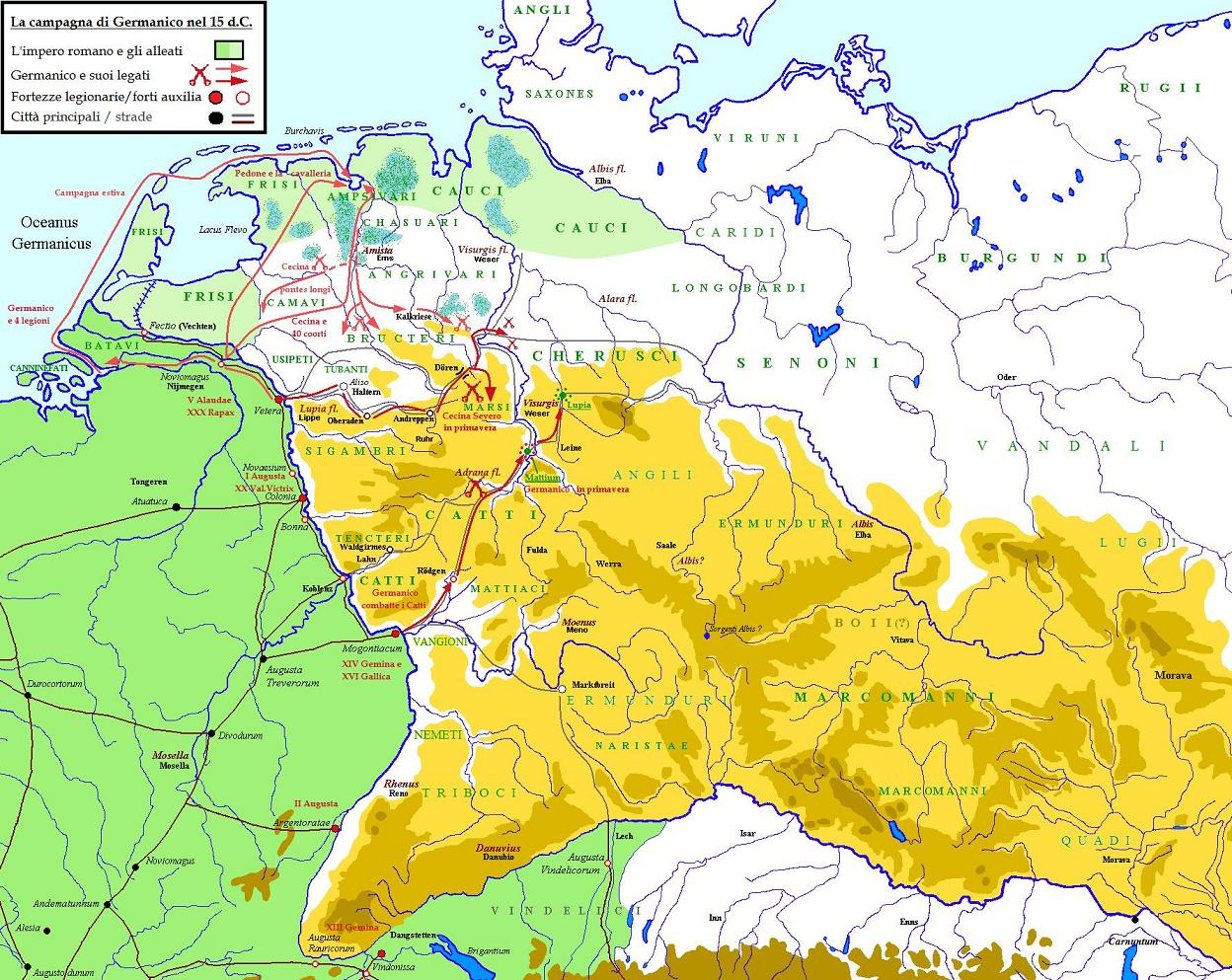
15년
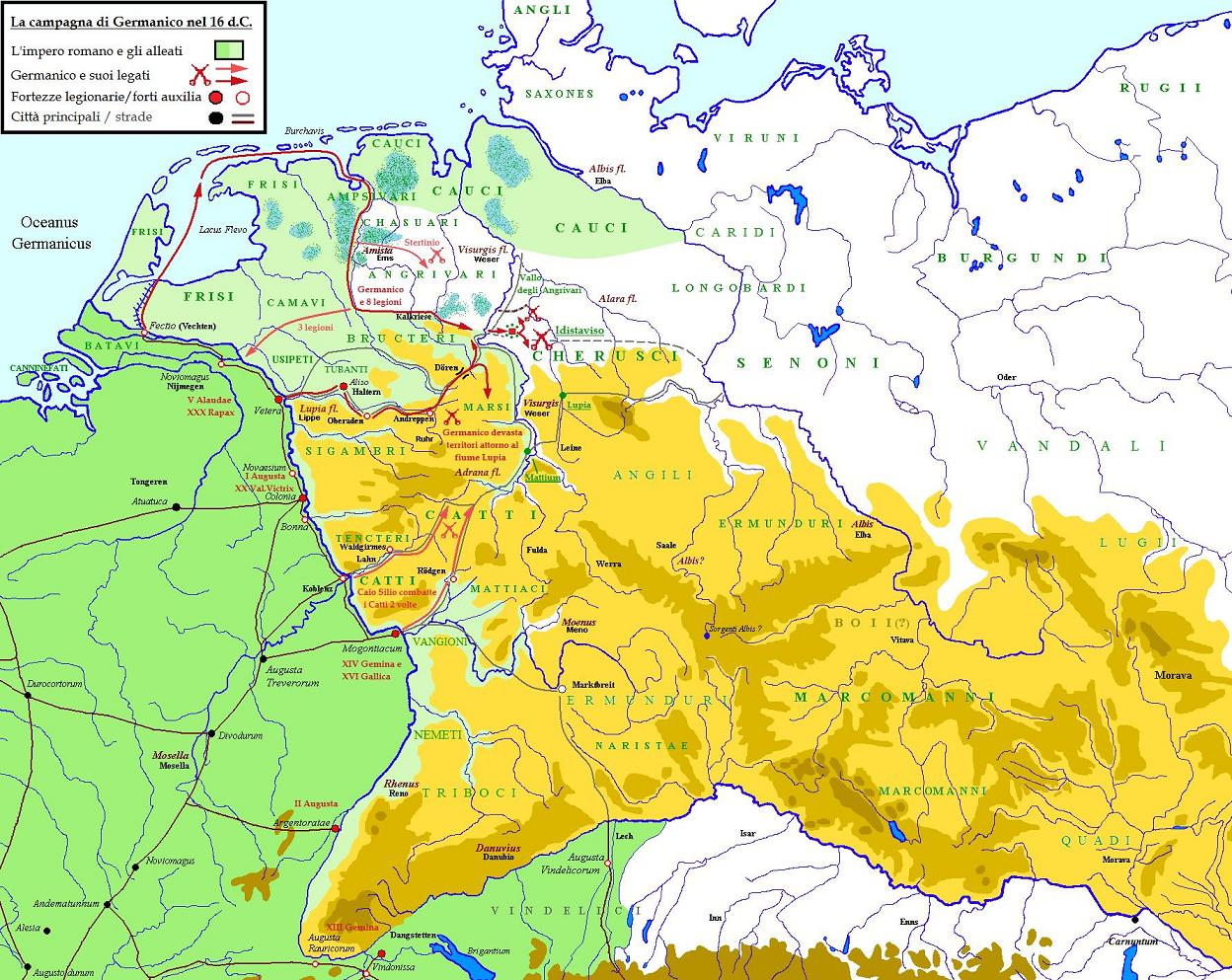
16년

게르마니쿠스의 게르마니아 전역은 토이토부르크 숲 전투에 대한 보복전의 성격을 띠었다. 로마의 안정에 심대한 위협으로 여겨진 아르미니우스는 패배했고, 그의 게르만족 동맹은 분쇄되었다. 더 이상 라인 강 동쪽에서 작전을 벌여 보았자 비용만 들고 얻을 것이 없었기에 전역이 종료된 것이다. 타키투스는 티베리우스가 게르마니쿠스를 소환한 것이 게르마니쿠스가 얻을 영광을 시기했기 때문이라고 사뭇 악의적으로 쓰고 있다. 그는 더 나아가서 이듬해 여름에 한 번 더 전역을 벌였으면 라인 강과 엘베 강 사이의 땅이 로마의 직할령이 되었을 것이라고 성토한다.
세 번째 아퀼라는 기원후 41년 게르마니쿠스의 동생 클라우디우스가 제위에 있을 시절 카우키족에게서 회수되었다.
타키투스의 기록에서 로마의 대게르만 전쟁의 마지막 단계가 기록되어 있다. 기원후 50년경 한 무리의 카티족이 로마 속주인 상게르마니아를 침공했다. 상게르마니아는 라인 강 동안이지만 로마가 지배권을 여전히 유지하고 있었던 것으로 보인다. 카티족이 약탈을 시작하자 로마 사령관 푸블리우스 폼포니우스 세쿤두스의 군단병들과 반기오네스족과 네메테스족에서 징병된 보조군들이 카티족을 협공하여 패퇴시켰다. 카티족에게 붙잡힌 로마인 포로들이 풀려났는데, 그 중에는 바루스의 군단에 소속되어 토이토부르크 숲에서 싸웠다가 거의 40년간 포로생활을 한 이도 있었다.

## 역사적 영향
로마인들이 남긴 기록은 15세기에 재발굴되었고, 토이토부르크 숲 전투는 로마의 북서유럽 팽창을 종료시킨 분수령적 사건으로 평가받았다. 이런 학설은 19세기에 널리 퍼졌고, 독일 국민주의의 골조 일부를 형성했다.
최근의 일부 학자들은 이런 기존의 해석에 의문을 제기하고 있다. 이들은 게르마니아의 다른 강들이 아닌 라인 강이 로마 제국의 실질적 국경이 된 것은 토이토부르크 숲 전투 때문이 아니고, 그저 라인 강이 기능적으로 가장 적절했기 때문이라고 해석한다. 군수 측면에서 보았을 때, 라인 강에 주둔한 육군은 론 강, 사오네 강, 모젤 강을 통해 지중해로부터 직접적 보급을 받을 수 있었다. 반면 엘베 강에 주둔할 경우 기나긴 내륙 수송을 하거나 위험한 대서양을 항해해야 했다. 또한 경제적으로도 라인 강은 갈리아 정복 때부터 이미 상당한 도시와 촌락들을 먹여살리고 있었다. 북게르마니아는 라인 강 일대에 비하면 미개척지나 다름없었고, 자기들이 먹고 살 식량도 부족했기에 로마가 조공물로 뜯어갈 재화가 없었다. 즉 라인 강은 그저 라인 강 너머의 지역들에 비해 로마 입장에서 지키기도 쉽고 군수적 경제적으로도 적절한 경계였기에 국경이 되었을 뿐이라는 것이다. 또한 아우구스투스 대에 로마의 팽창주의가 중단될 수 밖에 없었던 다른 현실적 이유들도 있었다. 로마는 정복한 속주가 자급자족할 능력이 있기를 원했는데, 그래야 세금을 바칠 수 있기 때문이다. 로마의 무역로에 이미 통합되어 있던 갈리아 지역과 비교하면 대게르마니아 지역 거의 대부분은 그럴 능력이 없었다. 가성비 면에서 따져 봤을 때, 더 이상의 영토를 정복해 봤자 재정 부담만 가중되는 한계에 다다른 것이다.
토이토부르크 숲 전투에 대한 통설이 형성된 19세기 독일에서는 “로마의 진군”이 멈추게 된 이유가 이 전투라고 해석했지만, 실제로는 로마는 토이토부르크 참사 이후로도 게르마니아 지역 깊숙히 여러 차례의 징벌전쟁을 수행했다. 그리고 로마는 야만 부족들이 외교적 말썽을 부리지 않게 만드는 것 이상의 정복이나 팽창을 할 의도도 없어진 상태였다. 기원후 235년의 막시미누스 트락스 황제의 하르초른 고지 전투를 보아도 이런 점은 잘 드러난다. 하르초른 고지는 오늘날의 니더작센주에 있으며, 라인 강도 아니고 베저강 동쪽에 위치한다. 로마는 마르코만니 전쟁 이후에는 심지어 오늘날의 체코, 슬로바키아, 바이에른, 오스트리아, 헝가리에 해당하는 마르코마니아와 사르마티아를 통제하고 있었다. 다만 콤모두스가 이 영토들을 유지하는 것은 재정 부담이 너무 심하다는 이유로 합병을 포기한 것일 뿐이다.
아르미니우스가 죽은 뒤 로마는 리메스 게르마니쿠스 너머 대게르마니아 지역을 간접 통치하려 시도했다. 아르미니우스의 조카 이탈리쿠스가 체루스키의 제후왕으로 임명되고, 쿼디족의 제후왕 반니우스가 마르코만니의 지배자로 인정되었다. 도미티아누스 황제 치세인 91년-92년에는 로마의 제후로 포섭된 게르만 연맹국가 루기가 오늘날의 폴란드 지역의 수에비와 싸울 때 로마군이 파견되어 루기를 돕기도 했다.

## 같이 보기
- 칸나이 전투
- 카레 전투